# BCF-Arena
La BCF-Arena (appelée Patinoire Saint-Léonard jusqu'en 2010) est une patinoire couverte de Suisse, construite en 1982 à Fribourg. Elle accueille les matchs à domicile du HC Fribourg-Gottéron, club de hockey sur glace évoluant en National League.

## Histoire

### Situation initiale
L’ascension en Ligue nationale A du HC Fribourg-Gottéron en mars 1980 oblige l’équipe et ses supporters à quitter les gradins instables et le toit provisoire de la Patinoire des Augustins.

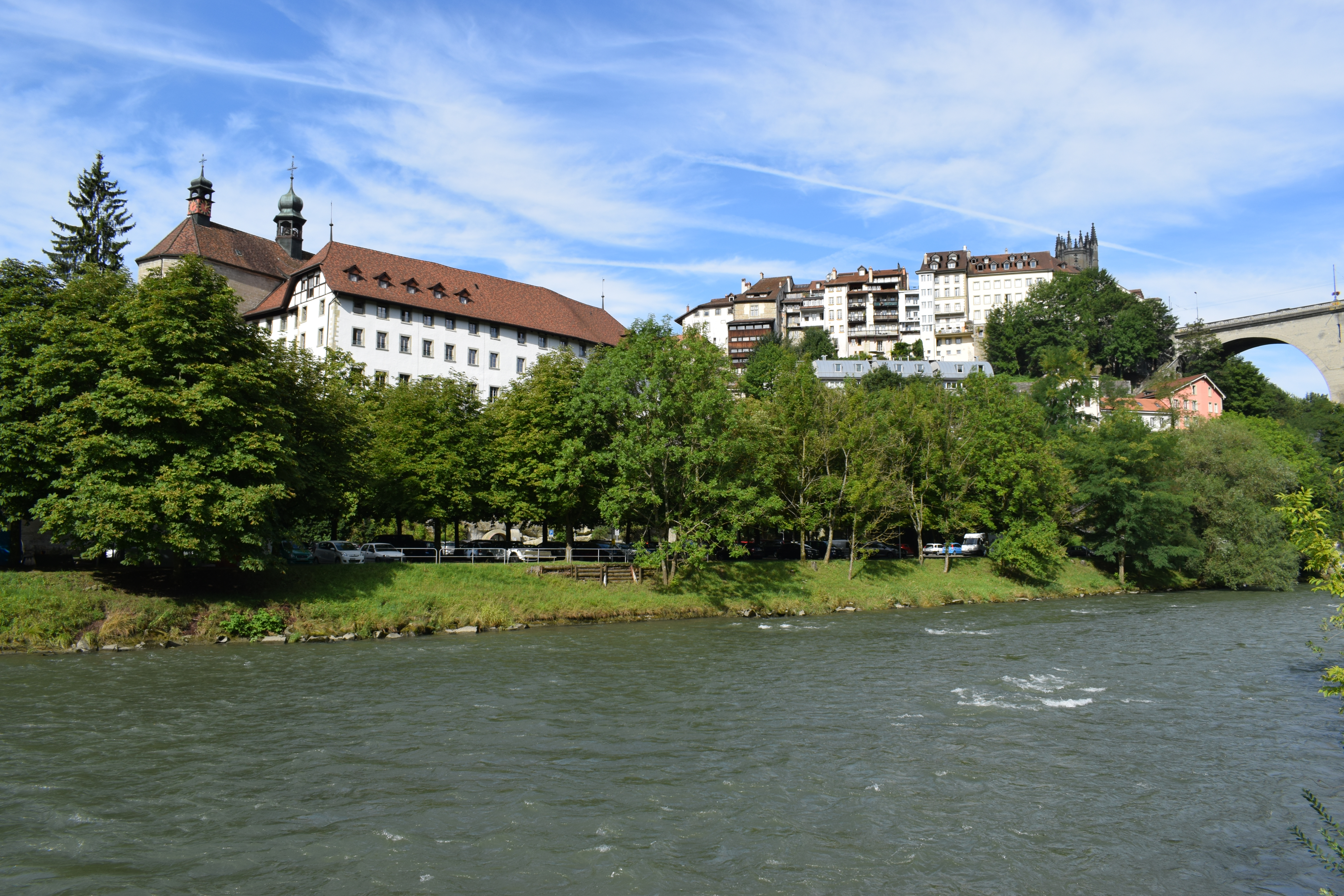
La Patinoire des Augustins a été remplacée par un parking boisé et situé au Chemin de la Patinoire.

Située en Basse-Ville de Fribourg, au pied du couvent des Augustins, celle-là est construite par les habitants du quartier et inaugurée en 1941. Elle pouvait, à terme, accueillir jusqu’à 4 800 personnes. Pour respecter les normes de la Ligue, les autorités communales optent pour un terrain aux portes de la ville, sur le plateau de Saint-Léonard. Ce choix est vite perçu comme une trahison par les habitants de la Basse-Ville et du quartier de l'Auge, ce club y étant né. Ils avaient espoir que la construction soit faite aux Neigles, à proximité de là, mais le projet est vite abandonné en raison de problèmes de circulation routière,,,.

### Construction
La nouvelle patinoire communale, dite Patinoire Saint-Léonard, est l'oeuvre de l'architecte Serge Charrière et est financée par la ville. Les travaux prennent du retard, le premier entrainement n'y est possible que le 9 août 1982. Elle est inaugurée le 25 septembre ce cette année et compte 7 500 places, dont 1 200 assises. Elle a nécessité dix-huit mois de travaux.
Le premier match se déroule le 27 septembre 1982. Il a lieu à guichets fermés contre le vice-champion suisse Davos, pour une défaite 4-6, malgré une égalisation tardive sur un doublé de Jean Lussier. Jouée devant officiellement 7500 personnes (malgré une capacité de 7200 personnes), cette partie fait plus d'un millier de déçus, éconduits à l'entrée malgré un billet valable,.
En décembre 1982, la patinoire accueille le Tournoi des quatre nations, sous le nom de Tournoi de Fribourg, auquel participent l'Autriche, la Finlande (équipe "B") et la République démocratique allemande. La Suisse remporte la compétition grâce à un match nul et deux victoires.
En 1984, elle accueille le pape Jean-Paul II.
Une année plus tard, en mars 1985, le Championnat du monde "B" se déroule à Fribourg. C'est dans cette catégorie de huit équipes qu'évolue alors l'équipe nationale suisse, qui termine au deuxième rang. En avril 1990, six matchs du Championnat du monde "A" y sont également disputés, les autres ayant lieu à Berne, sans l'équipe de Suisse,.
L'enceinte est rapidement critiquée, des centaines de spectateurs n'ayant pu rejoindre leur place lors du match inaugural et les couloirs d'évacuation étant inexistants pour des raisons économiques. Les urinoirs sont également rares : seulement six dans la partie supérieure du bâtiment.

### Évolution

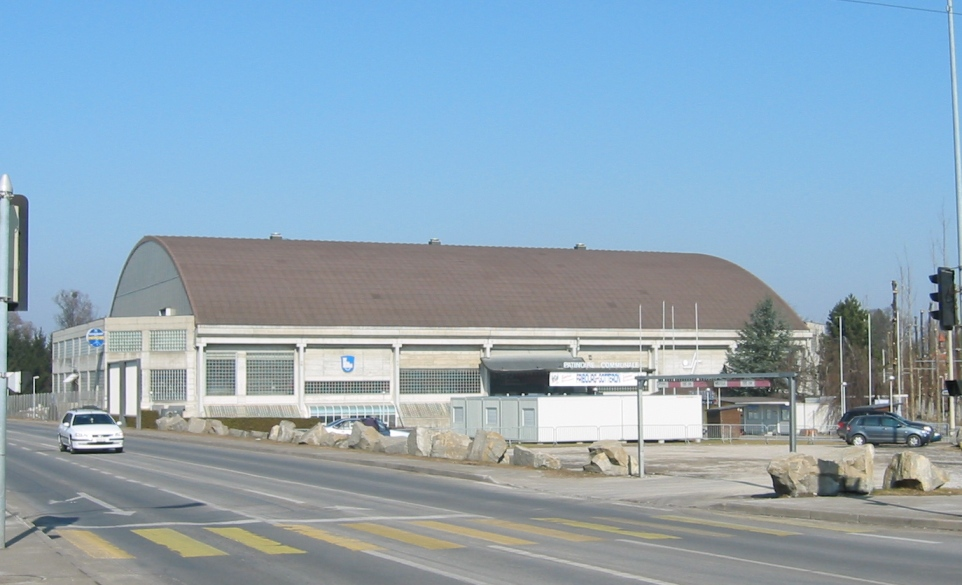
La Patinoire de Saint-Léonard en 2003

À guichets fermés, la patinoire peut encore accueillir 7 125 personnes lors de la saison 2008-2009. Ce nombre passe ensuite à 7 000 en 2009-2010, puis diminue à 6 900, 6 800 et enfin 6 700 dès la saison 2012-2013, les places assises, notamment VIP, étant préférées aux places debout. Pour les mêmes raisons, la capacité passe à 6 500 en janvier 2016.
À la fin du mois d'août 2010, il est annoncé que la « patinoire de Saint-Léonard » devient la « BCF-Arena », du nom de la Banque cantonale de Fribourg. Il s'agit du tout premier cas de naming pour une patinoire romande.

### Transformation

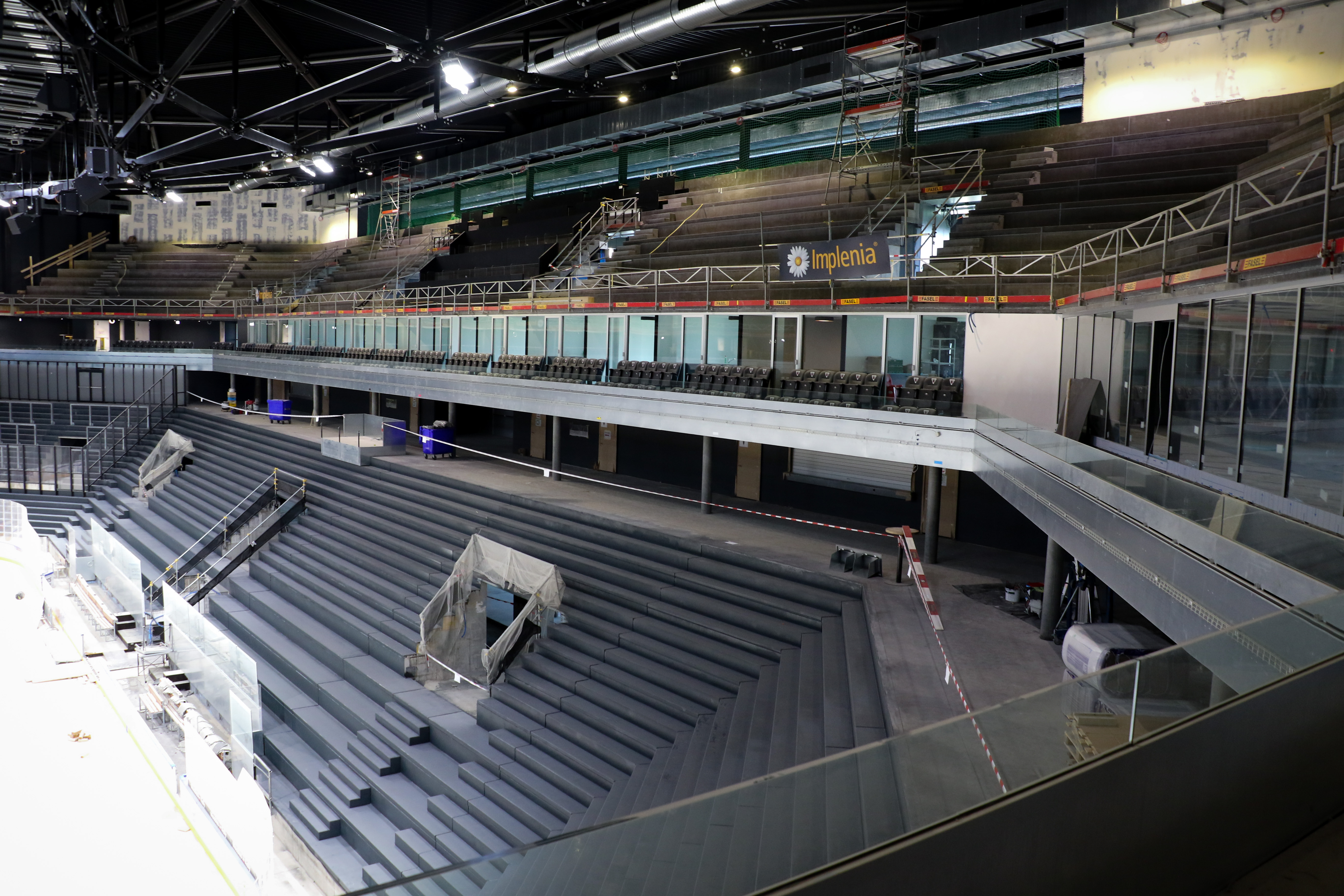
La BCF Arena en transformation, mai 2020

Depuis le début des années 2010, de nombreux projets sont étudiés, comme celui de raser l’actuelle seconde patinoire et d’y construire une nouvelle enceinte. En raison de la récente construction de cette dernière, cette idée est mise de côté. Le sort est le même pour la démolition de la patinoire datée de 1982 puisque cela aurait obligé les Dragons à déménager pour deux ans, par exemple à Forum Fribourg. La rénovation de la vétuste arène est ainsi privilégiée.
La patinoire est transformée entre septembre 2018 et septembre 2020, entre les différents matchs, après également près de deux ans de planifications. Un total de 8 500 places est projeté, mais elle contient finalement 8 934 places lors de l'inauguration, divisées en 2 540 places debout et 6 394 places assises. Son toit est recouvert de 3 770 m2 de panneaux solaires, dont l'énergie est utilisée par les quatre bâtiments du site.

### Nouvelle patinoire

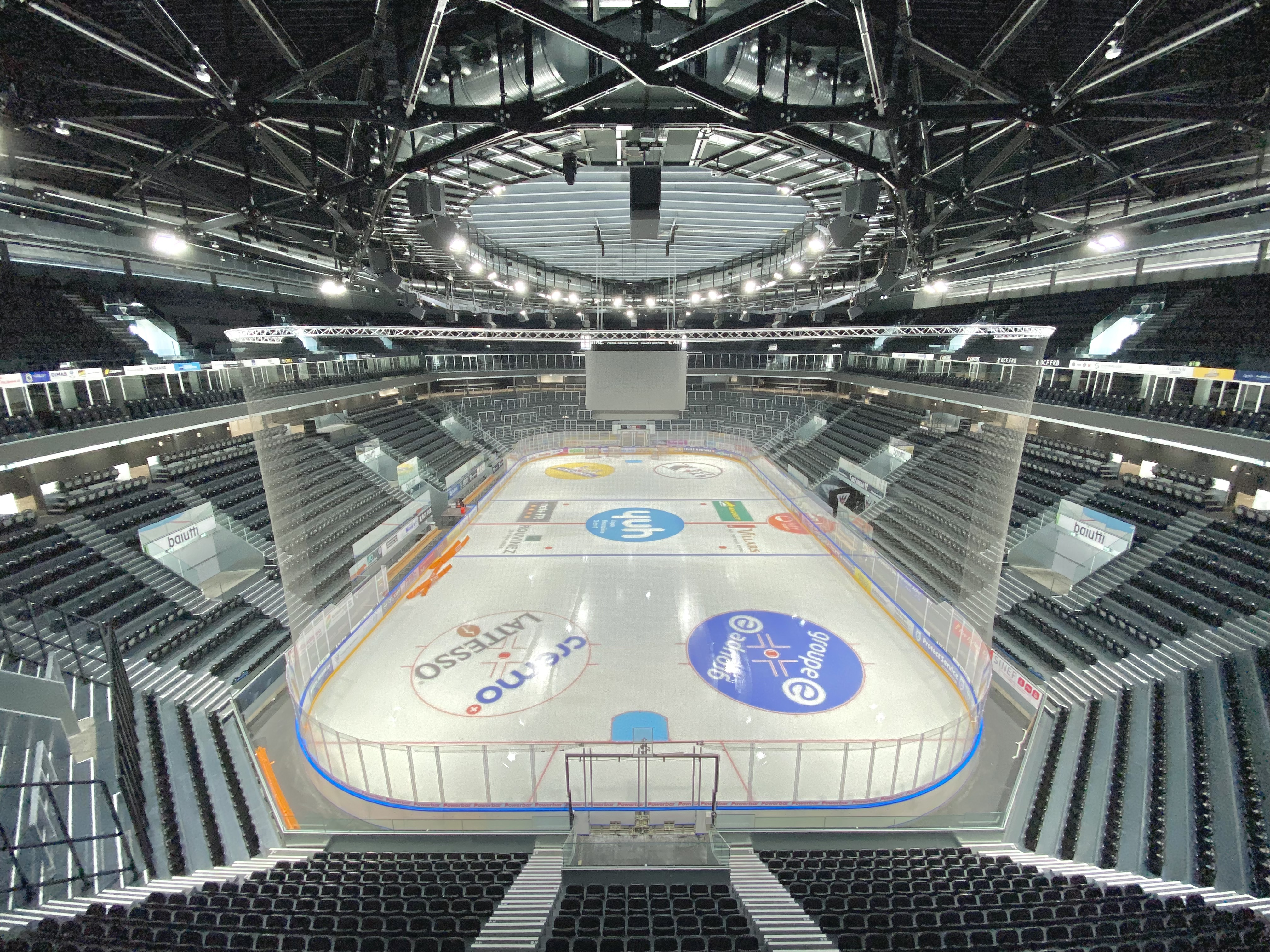
La BCF Arena en 2022

La nouvelle patinoire est ainsi inaugurée le 1er octobre 2020 avec un match contre les SC Rapperswil-Jona Lakers. Une victoire 2-1 qui se déroule à guichets fermés, devant... 5160 spectateurs en raison des règles liées à la pandémie de Covid-19. Un deuxième match s'y déroule neuf jours plus tard. Ensuite, les matchs se déroulent ensuite à huis clos, le troisième match à domicile (sans spectateur) n'ayant lieu qu'à la mi-novembre en raison de diverses quarantaines en National League,,.
À partir de septembre 2022, la BCF Arena, initialement accessible pour 8934 spectateurs, peut en accueillir 9009, à la suite notamment d'un réagencement au niveau des places réservées aux médias. Sa capacité devait d'abord passer à 9300 places entre le printemps et l’été 2023, mais cela ne sera pas le cas. Les travaux seront réalisés dans ce sens, mais pas à pas, à commencer par 9075 places en novembre 2023, avec une nouvelle terrasse-restaurant, la Terrasse BCF, puis 9095 en mars 2024, avec des sièges au niveau de la glace pour l'expérience Adrénaline. L'augmentation se poursuit pour la reprise de la saison suivante en septembre 2024, avec d'abord 9119 places, puis 9178 à partir de la mi-novembre 2024  et 9262 un mois plus tard avec l'ajout de la terrasse-restaurant Deck La Mobilière. À l'automne 2025, l'offre est complétée par Le Stamm Cardinal, une nouvelle terrasse autour de la bière.

## Utilisation
La vocation principale de la BCF Arena est celle de patinoire pour les matchs de hockey sur glace de Fribourg-Gottéron (y compris l'équipe féminine et les équipes de juniors) et d'autres équipes amateurs de la région. Mais elle accueille divers autres événements. En plus des réunions privées, assemblées, repas d'entreprises et de mariages et examens universitaires,, elle accueille plusieurs événements d'ampleur.

### Tournois internationaux
Plusieurs tournois internationaux de hockey sur glace ont eu lieu à Fribourg.
- Décembre 1982 : Tournoi de Fribourg (Tournoi des quatre nations), avec la Suisse, l'Autriche, la Finlande (équipe "B") et la RDA[4],[7].
- Mars 1985 : Championnat du monde "B", avec notamment l'équipe nationale suisse[8].
- Avril 1990 : Championnat du monde "A", pour six matchs, les autres ayant lieu à Berne[5],[9].
- Décembre 2022 : SWISS Ice Hockey Games (Euro Hockey Tour), avec la Suisse, la Suède, la Finlande et la Tchéquie[33].
- Décembre 2024 : SWISS Ice Hockey Games (Euro Hockey Tour), avec la Suisse, la Suède, la Finlande et la Tchéquie.
- Mai 2026 : Championnat du monde, comme second site, le premier étant la Swiss Life Arena de Zurich[34].

### Autres sports
Certains autres sports ont également lieu dans la patinoire.
- Avril 2024 : Superfinale de la LNA de Swiss Unihockey[35].
- Avril 2025 : Superfinale de la LNA de Swiss Unihockey[36].
- Mai 2025 : Influence Fight Club, combats de MMA et de boxe, majoritairement entre influenceurs[37]
- Avril 2026 : Superfinale de la LNA de Swiss Unihockey[38].
- Avril 2027 : Superfinale de la LNA de Swiss Unihockey[38].

### Concerts et spectacles
De plus, des concerts et spectacles s'y déroulent chaque année.
D'une part, la tournée d'Art on Ice passe par Fribourg en février 2023, 2024, 2025 et en mars 2026.
D'autre part, la structure Bellarena Events organise des soirées à thème depuis 2024
- Mai 2024 : Soirée rap français et slam avec SCH, Gims et Grand Corps Malade[42]
- Mai 2024 : Soirée rock avec Bryan Adams et Seraina Telli[42]
- Mai 2025 : Soirée humour avec Gad Elmaleh[43]
- Mai 2025 : Soirée française avec Christophe Maé, Jenifer, M. Pokora et Claudio Capéo, ainsi que Ginie Line et Gwendal Marimoutou en tant qu'animateurs[43]
- Mai 2025 : Soirée electro avec Timmy Trumpet, Henri PFR, Boris Way, Leblanc, TicTacTec et LePhar[43]
- Novembre 2025 : Soirée Disco Fever avec Village People, Gala, 2 Unlimited, Paul Young, Samantha Fox, Sabrina et Corona[44]
- Novembre 2025 : Soirée La Notte Italiana avec Al Bano, Ricchi e Poveri, Riccardo Fogli et Matia Bazar [44]